# Il più grande amatore del mondo
Il più grande amatore del mondo (The World's Greatest Lover) è un film del 1977 diretto da Gene Wilder.

## Trama
Negli anni venti Rodolfo Valentino è l'affermatissimo attore, re degli incassi della Paramount Pictures e colonna del cinema mondiale.
Adolph Zitz, frustrato titolare di una casa cinematografica minore, stanco dei continui successi inanellati dall'antagonista Paramount, decide di aprire le porte ai provinanti di mezza America, con l'intento di trovare un valido modello da contrapporre a Valentino.
Tra le migliaia di aspiranti attori arriva Rudy Valentine, nevrotico panettiere di Milwaukee, afflitto da ogni sorta di tic.
Costui dà il meglio di sé solo quando perde l'amore di sua moglie, che lo lascia per cadere nelle braccia proprio di Rodolfo Valentino, il quale a sua volta dimostrerà di essere un vero gentleman, aiutando il povero panettiere a riconquistare l'amore perduto.

## Accoglienza
La critica, paragonandolo ai precedenti film di Wilder con Mel Brooks, fu ampiamente negativa nei confronti de Il più grande amatore del mondo, ritenendola un'opera non così bilanciata come i precedenti lavori, e troppo esagerata. Attualmente il film ha un indice di gradimento del 22% sul sito Rotten Tomatoes, e un punteggio di 5.7 su Internet Movie Database.
Nonostante le critiche negative, il film fu un successo dal punto di vista commerciale. Prodotto con un budget di 4.8 milioni di dollari, il film incassò 21 milioni al box office.

## Altre informazioni
Il film trae la sua ispirazione dalla pellicola Lo sceicco bianco di Federico Fellini con Alberto Sordi.
Gene Wilder, preoccupato di eventuali denunce per plagio, si mise in contatto con il regista italiano chiedendo una sorta di permesso per le riprese rivelando, nonostante le due storie fossero diverse, di essersi ispirato al film del 1952. Fellini, dando la sua benedizione per il film, chiese soltanto un ringraziamento nei titoli di testa.